# FDB
FDB (ang. Fluid Dynamic Bearing; dynamiczne łożysko olejowe) – rodzaj łożyska stosowanego głównie w dyskach twardych i  wentylatorach komputerowych. Jego konstrukcja umożliwia zmniejszenia drgań, co wydłuża żywotność i czyni pracę cichszą, przy obrotach w niektórych modelach dysków twardych dochodzących do 10 tys. obrotów na minutę. Łożyska olejowe są pochodnymi łożyska ślizgowego.